# Cabacés
Cabacés (en catalán Cabassers) es un municipio y localidad española de la provincia de Tarragona, en la comunidad autónoma de Cataluña. El término municipal, ubicado en la comarca del Priorato, tiene una población de 302 habitantes (INE 2024).

## Toponimia
El topónimo Cabacés es el oficial debido a que los distintos alcaldes y grupos políticos gobernantes de la localidad así lo prefieren,[cita requerida] lo que convierte a este municipio en uno de los pocos que continúan usando oficialmente el topónimo en español. Durante el franquismo se retomó la forma toponímica anterior  a la normativización del Instituto de Estudios Catalanes de 1932 que defendía el cambio al topónimo catalán Cabassers.

## Geografía
El municipio está situado en la comarca del Priorato, en el límite con la de Ribera de Ebro.

## Historia
Durante la ocupación sarracena recibió el nombre de Avincabasser. Tras la reconquista, llevada a cabo por el condado de Barcelona, quedó integrado en el municipio de Ciurana de Tarragona. El 24 de abril de 1149, Ramón Berenguer IV hizo donación del término al monasterio de Santa María de Monteflabon de Bélgica con la intención de que los monjes construyeran ahí una iglesia y un convento que fomentara la repoblación. El monasterio tuvo una vida corta, ya que en 1158 fue entregado el control del mismo al obispado de Tortosa. Algunos de los antiguos monjes fundaron el Monasterio de Bellpuig de las Avellanas, en el término municipal de Os de Balaguer. 
En 1185 le fue concedida carta de población, estableciéndose la baronía de Cabacés. El obispado de Tortosa mantuvo el dominio sobre estas tierras hasta el fin de las señorías. El título de barón siguió en manos de la iglesia hasta que el obispo Ricard Maria Carles renunció al mismo en 1991.
A mediados del siglo XIX, el lugar tenía contabilizada una población de 373 habitantes. Aparece descrito en el quinto volumen del Diccionario geográfico-estadístico-histórico de España y sus posesiones de Ultramar de Pascual Madoz de la siguiente manera:

CABACÉS: l. con ayunt. en la prov. de Tarragona (9 leg.), part. jud. de Falset (3 1/2), aud. terr. y c. g. de Barcelona (22), dióc. de Tortosa (11): sit. en terreno escabroso con buena ventilacion y clima sano. Tiene 150 casas la consistorial, cárcel, una igl. parr. (La Natividad de Ntra. Sra.) de la que son anejas las de los pueblos de Bisbal, Figuera, Margalef y Vilella baja: 2 escuelas de instruccion primaria: la una dotada con 150 rs. mensuales; concurrida por 30 alumnos, y la otra con 60, á la que asisten 25 niñas á aprender ademas las labores propias de su sexo; y 3 fuentes de buenas aguas para el surtido y uso comun del vecindario. El térm. confina N. Margalef (1/2 leg.); E. Escaladei (2); S. La Figuera (1), y O. La Palma (2); en él se encuentran 7 fuentes de aguas potables y 2 ermitas dedicadas á San Roque y á Ntra. Sra. de la Faya. El terreno es escabroso, de regular calidad; contiene plantaciones de viñedo, olivar y almendros, y le fertiliza el r. Monsant, sobre el que cruza un puente. No tiene mas camino que uno de herradura, que dirige de la parte del Priorato hacia las riberas del Segre. El correo se recibe de Gratallops, por medio de balijero los domingos por la tarde, y se despacha en iguales dias. prod.: trigo, aceite y almendras con escasez; la cosecha mayor es de vino; cria algun ganado, y abundante caza de conejos y perdices. ind.: 4 molinos de harina, 2 de aceite y 3 fáb. de aguardiente. comercio la esportacion de aceite, vino, aguardiente y almendras é importacion de los art. que escasean. pobl.: 94 vec. 373 alm. cap. prod.: 2.855,599 rs. imp.: 101,281.
(Madoz, 1846, p. 8)

## Símbolos
Cabacés tiene símbolo oficializado por la Generalidad de Cataluña.

## Demografía
Cuenta con una población de 302 habitantes (INE 2024).
| Gráfica de evolución demográfica de Cabacés entre 1842 y 2021                                                         |
| |
| Población de derecho según los censos de población del INE. Población de hecho según los censos de población del INE. |

## Economía

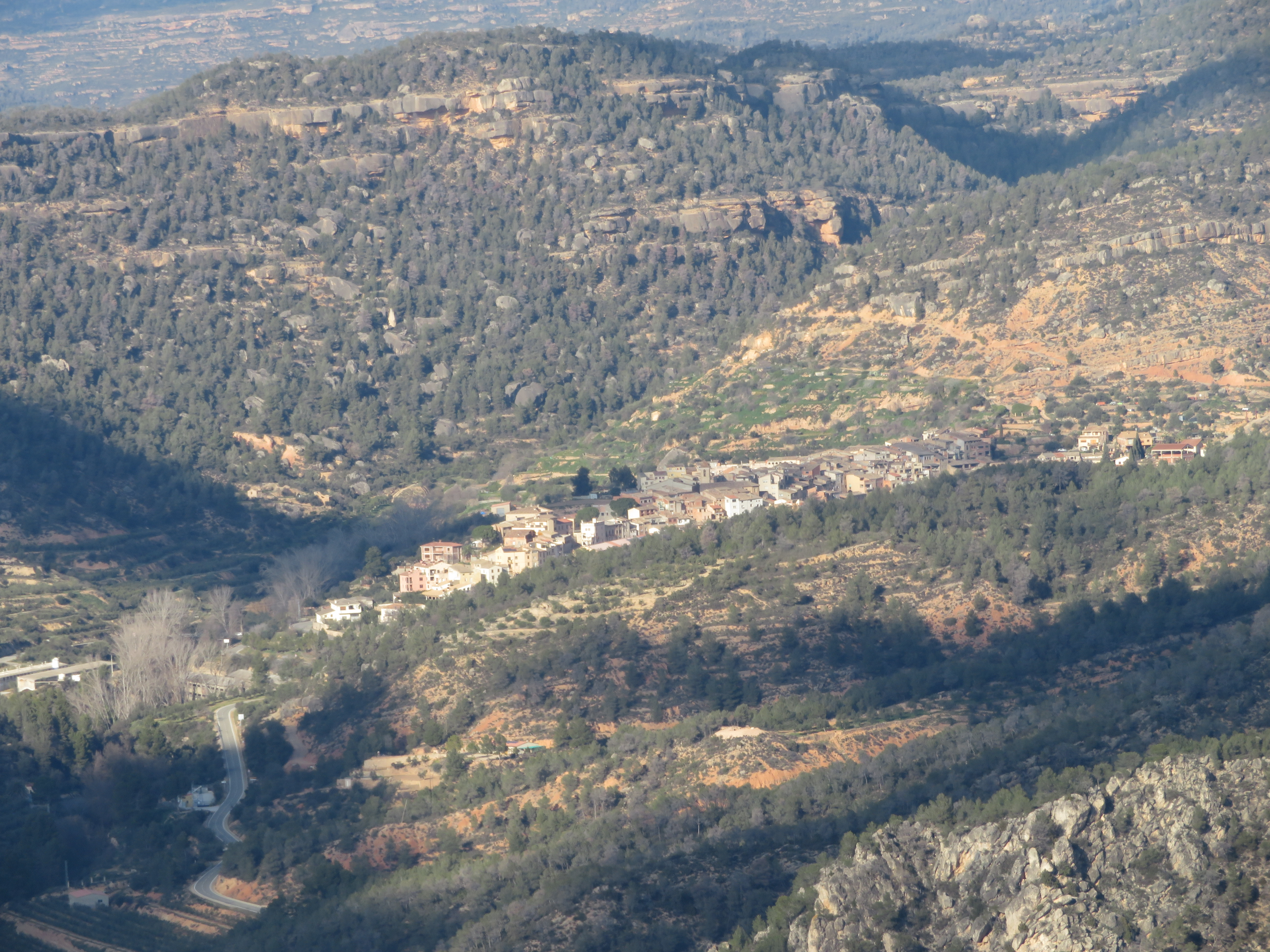
Término municipal de Cabacés

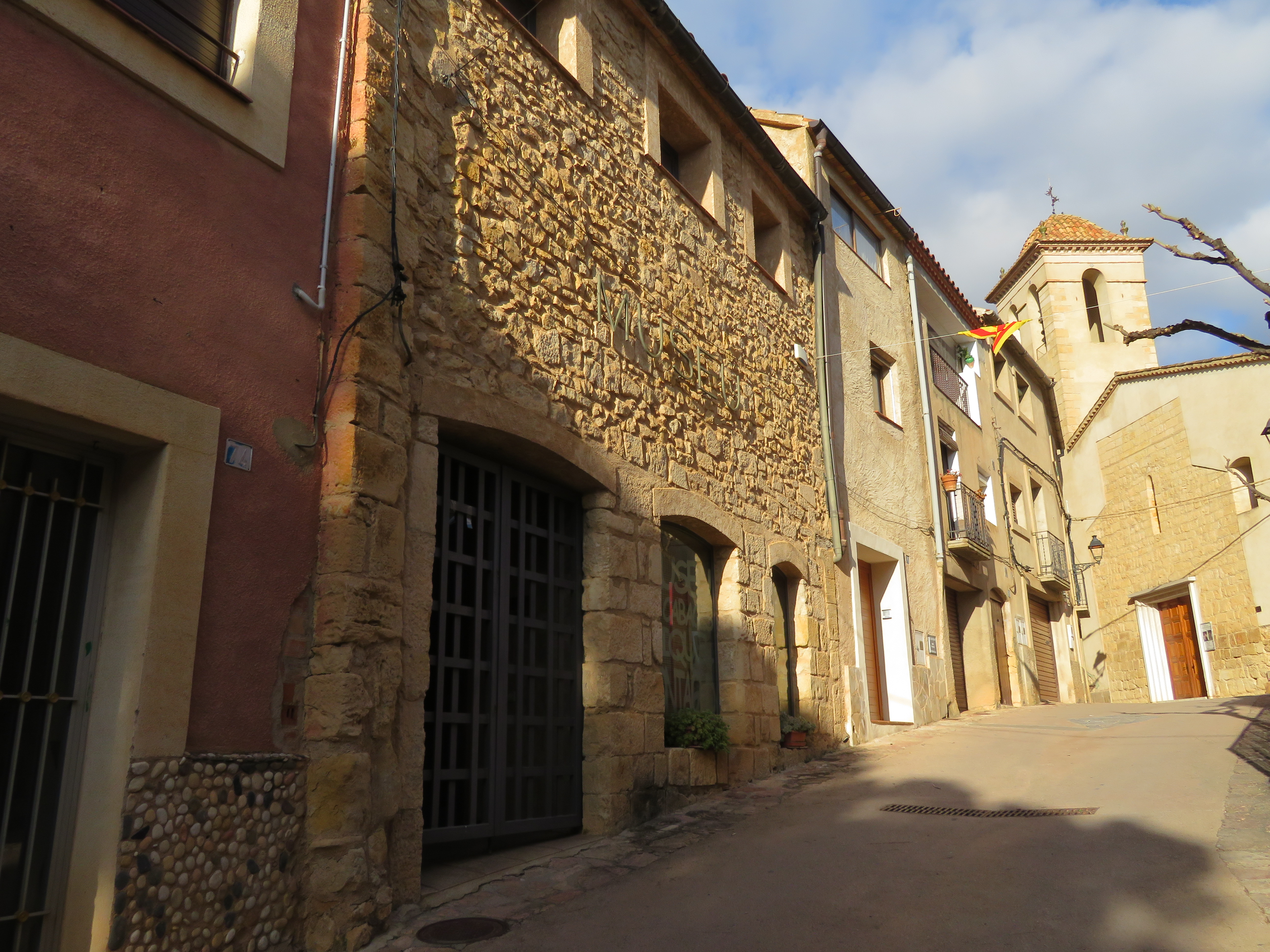
Casco urbano de Cabacés

La principal actividad económica es la agricultura, predominando la de secano. Los cultivos más destacados son la viña, los olivos, almendros y avellanos. Desde 1933 dispone de una cooperativa agrícola.

## Patrimonio
La iglesia parroquial es de estilo gótico renacentista. Construida en el siglo XVII, la fachada se renovó por completo en 1823. Destaca el retablo conservado en su interior atribuido a Lluís Borrassà (1400). El retablo está dedicado a Santa María y muestra a la Virgen con el niño en la parte central mientras que los laterales están dedicados a los misterios del rosario. Fue salvado por la Generalidad de Cataluña en 1936. La iglesia, dedicada a la Natividad de la Virgen, es de nave única con cuatro capillas laterales. 
No quedan restos del antiguo castillo. En 1933 se construyeron unas escuelas en su emplazamiento, utilizándose en su construcción piedras del propio castillo.
Sobre el río Montsant puede verse un antiguo puente de época medieval conocido como Pont Vell. El pueblo conserva aún algunas casas con dovelas también de la Edad Media.

## Fiestas
Cabacés celebra su fiesta mayor el 3 de febrero, festividad de San Blas.